# سريع المحمدية
سريع أمال المحمدية فريق كرة قدم جزائري يمثل مدينة المحمدية بولاية معسكر، تأسس عام 1930، ينشط في بطولة القسم الوطني الثاني الجزائري هواه حقق الصعود إلى القسم الأول خلال موسم 2000/2001 ثم سقط إلى القسم الثاني مجددا موسم 2001/2002 ولم يحقق الصعود لعب نصف نهائي كأس الجزائر ضد مولودية الجزائر موسم 1975/1976.يشتهر بجمهوره الغفير الذي يضغط كثيرا على المنافس خاصة في ميدانه الملقب بالحوش .

## ملعب الفريق
يبلغ سعة ملعب محمد والي 15000 منفرج، أرضية الملععب مزودة بالعشب الإصطناعي.